# Épimanikia

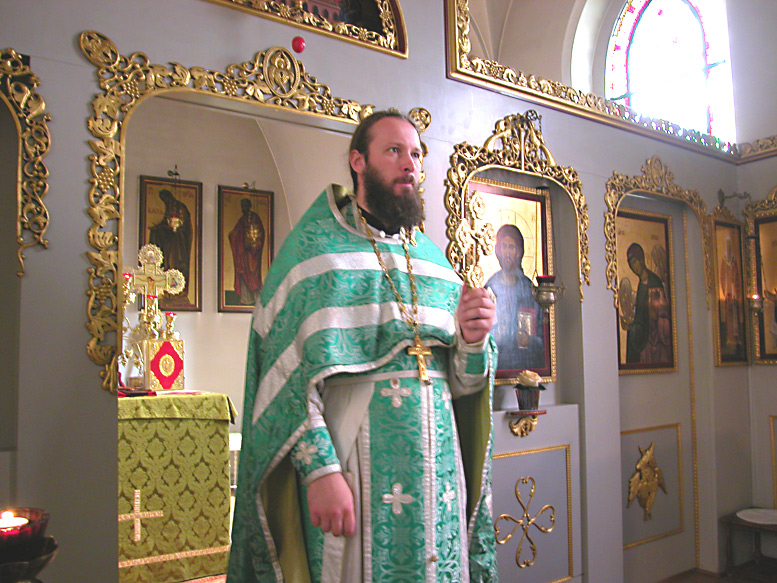
Prêtre russe orthodoxe portant une croix de bénédiction. Les épimanikia entourent ses poignets.

Les Épimanikia (pluriel de épimanikion) sont des éléments de la paramentique orientale utilisés dans les Églises d'Orient — Églises orthodoxes et Églises catholiques de rite byzantin —. Ce sont des manchons de tissus épais, souvent de brocart, lacés autour des poignets de l'évêque, du prêtre ou du diacre. Une croix est généralement  brodée ou appliquée au milieu.
Les évêques et les prêtres lient les épimanikia aux manches du sticharion. Comme le sticharion des diacres est plus élaboré, les  épimanikia n'y sont pas liées ; il porte celles-ci en dessous, liés à l'endorasson.
Dans la plupart des Églises, les épimanikia sont portées par les évêques et les prêtres seulement lorsqu'ils revêtent l'ensemble des habits sacerdotaux pour la Divine Liturgie ; parmi les fractions les plus strictes du clergé orthodoxe russe, l'évêque ou le prêtre portent les épimanikia chaque fois qu'ils revêtent l'épitrachelion. Les diacres portent toujours les épimanikia.
Dans l'Église arménienne orthodoxe l'épimanikia s'appelle basban et est similaire à celle des byzantins.
Dans l'Église syriaque orthodoxe, les zende sont similaires au épimanikia mais couvrent la totalité de l'avant-bras.
Les épimanikia sont plus ou moins semblables au manipule porté dans le christianisme occidental

### Articles liés
- épitrachelion